# 帝王世紀
『帝王世紀』（ていおうせいき）は、西晋の皇甫謐が編纂した歴史書。三皇から漢・魏にいたる帝王の事跡を記録した。緯書の説を広く採用して、その記述内容には正史に見られないものも多い。原本は10巻あったが、散逸し残っていない。清の顧観光・宋翔鳳・銭保塘らが諸書の引用から逸文を蒐集したほか、現代にも徐宗元が『帝王世紀輯存』にまとめている。